# ۳۶۹ (قمری)
۳۶۹ (قمری)، سیصد و شصت و نهمین سال در گاهشماری هجری قمری است. اول محرم این سال برابر با سوم اوت سال ۹۷۹ میلادی است.

## وابسته
- تجارب الامم و تعاقب الهمم (کتاب)